# Phoebe Halliwell
Phoebe Halliwell è una delle protagoniste della serie televisiva americana Streghe (Charmed). L'attrice che interpreta il ruolo di Phoebe è Alyssa Milano, che ha sostituito Lori Rom che ha recitato, prima di rifiutare il ruolo, in un episodio pilota mai andato in onda.
È la figlia terzogenita di Patty Halliwell e Victor Bennet, ed è nata il 2 novembre 1975.

## Carattere
Il carattere di Phoebe è sicuramente uno dei più solari e romantici del telefilm. Anche se nei primi episodi si dimostra immatura e irresponsabile, la giovane strega va via via maturando, al punto che, dopo la morte di Prue, sarà proprio lei a sorreggere la sorella maggiore, Piper, e a fare da tramite tra quest'ultima, attaccatissima alla defunta Prue, e la sorellastra minore Paige, che sembra seguire un'evoluzione simile a quella di Phoebe, da irresponsabile a strega matura. Phoebe, è quindi un personaggio dinamico e in continua evoluzione. Dimostra inoltre grande spirito di sacrificio.

## Amori
All'inizio della serie Phoebe si connota come la classica ragazza dalle molte storie, ma tutte poco durature e non importanti. Nella terza stagione Phoebe consegna alla sorella Prue, la quale sta cercando dei possibili nemici che potrebbero voler far loro del male, una lista consistente di tutti i suoi ex durante la permanenza a New York, dove Phoebe viveva prima di trasferirsi a San Francisco. Dopo una breve cotta per Leo Wyatt, che in seguito sposerà Piper, e una serie di altre avventure (tra cui una con un Cupido in un episodio della seconda stagione), Phoebe incontra il vero amore solo a partire dalla terza serie. Si tratta del procuratore distrettuale Cole Turner, con il quale avrà una lunga, intensa e tormentata relazione. Ben presto però Phoebe scoprirà che il suo più grande amore è anche il suo più grande nemico: Cole infatti è un mezzo demone inviato dalla Sorgente per distruggere le tre streghe. Phoebe tenterà ripetutamente di salvarlo, cercando di portarlo dalla parte del bene, arrivando persino a mettere in discussione il rapporto indissolubile con le amate sorelle. Ma la natura malvagia di Cole si ripresenterà più volte, fino a prendere il sopravvento su di lui. Dopo averlo sposato, Phoebe si troverà (nel finale della quarta stagione) a dover prendere definitivamente la decisione più importante della sua vita: il suo grande amore o le sue sorelle. Alla fine sceglierà queste ultime, sacrificando per sempre Cole, che dovrà eliminare. A partire dalla quinta stagione, Phoebe sarà ormai decisa a voltare pagina e a nulla serviranno le insistenze di Cole (che è riuscito a sopravvivere) per riconquistarla. Cole diventerà sempre più un essere insano e un demone indistruttibile, ma a metà della quinta serie, Phoebe lo eliminerà ancora, e questa volta in modo definitivo. Dopo Cole, Phoebe ricomincerà ad avere brevi storie, tra cui alcune un po' più durature con Jason Dean, suo datore di lavoro al Bay Mirror, il giornale per cui scrive la rubrica di consigli «Chiedilo a Phoebe» («Ask Phoebe», nell'originale inglese) e con Dex. Da entrambi verrà però lasciata quando questi scopriranno il suo segreto. All'inizio della settima stagione, avrà un breve storia con il collega Leslie St. Claire e ancora più breve sarà quella con il demone buono Drake Demon. Nell'ottava stagione, incontrerà Coop, un Cupido, che la aiuterà a ritrovare fiducia nell'amore (dato che essendo fallite tutte le storie che ha avuto, la ragazza ha smesso di credere nell'amore) insegnandole tutti i segreti di questo grande sentimento del quale Phoebe scrive nella sua rivista. Alla fine Phoebe si innamorerà di Coop, i due successivamente si sposeranno, ed insieme avranno tre figlie, P.J. (vista ripetutamente in una eccezionale premonizione), Parker e Peyton.

## Lavoro
All'inizio della prima stagione, si trasferisce a San Francisco dalle sue sorelle, Prue e Piper, dopo aver perso il lavoro che aveva a New York. Trova lavoro presso un hotel come chiromante (episodio 1.04, "Un amore ultraterreno") e un'agenzia immobiliare (episodio 1.13, "Venerdì 13"), ma viene licenziata di lì a poco. Nell'episodio 2.03 ("Il quadro incantato"), vediamo Phoebe in cerca di un lavoro, che fa un incantesimo su se stessa, al fine di migliorare la sua intelligenza, in modo da poter competere con gli altri aspiranti al lavoro; l'incantesimo si rivelerà provvidenziale, perché le permetterà di salvare le sorelle, rimaste intrappolate in un quadro, ma alla fine lei stessa si rende conto di quante cose non sa e decide perciò di iscriversi all'università. Nell'episodio 4.16 ("La ruota di scorta"), Phoebe ottiene il lavoro al giornale The Bay Mirror; nel corso della settima stagione, il giornale viene querelato e, per non avere ulteriori problemi, alla fine dell'episodio 7.19 ("Nel corpo di un demone"), decide di iscriversi nuovamente all'università, stavolta per ottenere la necessaria specializzazione in psicologia, che le permetterà di continuare a gestire la sua rubrica di consigli sul giornale, senza ingerenze esterne. Phoebe mantiene il lavoro al giornale fino al termine del telefilm e, da quanto si capisce nell'episodio finale (8.22, "Streghe per sempre"), aiuterà i suoi lettori a trovare l'amore, trasformando la sua rubrica di consigli generici in una rubrica specializzata nelle questioni di cuore.

## Poteri magici
Secondo la profezia del Potere del Trio, la terza sorella strega ha in dote il potere della premonizione. Phoebe sviluppa questa capacità, che le permette di avere visioni di eventi futuri. Il potere si innesca quando Phoebe viene a contatto con un oggetto o una persona, che hanno una certa rilevanza in rapporto all'evento futuro di cui riceve una premonizione. Nell'episodio 3.06, "Empatia", Phoebe riceve una premonizione senza "toccare" niente. In realtà, Leo spiega che la premonizione di Phoebe è nata dal fatto che la strega era entrata in un luogo pregno di energia psichica. A partire dall'episodio 1.09, "Il ciondolo antico", Phoebe assume il potere della retrocognizione ovvero la capacità di avere visioni anche di eventi passati. Il potere premonitivo di Phoebe si sviluppa ulteriormente nell'episodio 5.06, "Occhio per occhio", diventando premonizione astrale. Con tale potere, Phoebe riesce ad interagire con il suo corpo astrale, proiettato nell'evento futuro, tanto che gli effetti futuri non ancora accaduti (come, per esempio, ferite) si manifestano nel presente stesso.
A partire dall'episodio 3.01, "Proposta di matrimonio", Phoebe riceve in dono il suo primo potere attivo, il potere della levitazione. Con tale potere, Phoebe riesce a levitare a qualche metro da terra. Il potere viene attivato grazie a una forte spinta con i piedi. Questo potere risulta fortemente potenziato in combinazione con l'utilizzo delle arti marziali, non solo perché la ragazza ha una grande padronanza, ma perché da questo potere trae il potere della  super forza. La strega aveva già sperimentato nell'episodio "Desideri pericolosi" il potere del volo, che nella 9ª stagione a fumetti scoprirà avere. Probabilmente questo potere era già pianificato dagli autori per Phoebe: infatti nell'episodio "Il ciondolo antico" Prue dice che i loro poteri sono destinati a crescere e Phoebe risponde che magari un giorno riuscirà a volare.
Infine, Phoebe sviluppa un terzo potere magico, a partire dall'episodio 6.01, "L'isola delle guerriere (1ª parte)". Si tratta del potere dell'empatia (sperimentato precedentemente da Prue, che prima rischia di impazzire, poi lo domina e infine se ne libera spontaneamente, nell'episodio 3.06, "Empatia"). Per mezzo di questa nuova capacità magica, Phoebe riesce a percepire le emozioni delle altre persone e a intuire quindi i loro sentimenti. Un particolare impiego del potere empatico permette a Phoebe di controllare i poteri degli altri esseri magici, compresi quelli delle sue sorelle (rendendo di fatto questo potere il più potente di tutti quelli a disposizione delle sorelle). I poteri magici sono infatti strettamente legati alle emozioni, pertanto, veicolando le emozioni altrui, Phoebe riesce a interferire con i poteri magici altrui e quindi a esserne immune o a replicarli tramite deviazione: per esempio, in vari episodi Phoebe uccide demoni con sfere di energia lanciate da loro.
Essendo una strega, Phoebe può individuare con un cristallo gli esseri magici, creare pozioni e lanciare incantesimi: in quest'ultima abilità è la più capace tra le Halliwell. Per pochi episodi, a partire dalla puntata "Il Grimoire", Phoebe diventa la Regina dei Demoni, moglie della sorgente, e acquisisce i poteri di lanciare sfere di fuoco e di teletrasportarsi ovunque desideri. Nell'episodio 6.19, "Streghe sotto processo", a causa di un abuso di magia da parte di Phoebe, la strega viene privata dei suoi poteri dal tribunale magico. Successivamente, Phoebe riacquista il potere della Premonizione (episodio 7.05 "Sorella morte") e quello dell'empatia poiché nella settima serie Phoebe cerca di intercettare il potere della Veggente (Charisma Carpenter). Non è chiaro se dopo l'episodio conclusivo Phoebe abbia poi riacquistato il potere della levitazione.
Abbiamo inoltre uno scorcio di un possibile potere di Phoebe nell'episodio 2.02 "Viaggio nel futuro", dove Phoebe uccide il giocatore di baseball Cal Greene mettendogli le mani alle tempie ed evocando una sorta di energia elettrostatica che agisce all'istante. Questo potere, evoluzione del suo potere empatico, è quello della patocinesi ed emerge nella 9ª stagione a fumetti, in cui Phoebe può uccidere mettendo le mani alle tempie dei suoi avversari e facendo loro provare tutte le emozioni negative in un solo istante. Sempre nella 9ª stagione il potere della levitazione di Phoebe riacquistato si evolve in modo da permettere a Phoebe di volare.
- Premonizione (visioni del futuro)
- Retrocognizioni (visioni del passato)
- Veggenza parallela (visioni di eventi che avvengono in realtà parallele ed in altre dimensioni)
- Veggenza astrale (capacità di entrare fisicamente all'interno di una sua visione, e di stabilire un contatto ed un controllo telepatico con i protagonisti delle sue visioni)
- Levitazione (acquisisce questo potere dopo averlo desiderato e ricevuto grazie ad un genio, e successivamente gli verrà donato dagli Anziani; le permette di sollevarsi in aria, stazionare e muoversi in aria, ed in alcuni casi volare, superando notevolmente il potere della levitazione telecinetica di Prue)
- Forza sovraumana combinata alla levitazione
- Empatia (captando le emozioni altrui, anche quelle degli esseri soprannaturali, riesce ad utilizzare sul momento qualsiasi tipo di potere magico: ciò la rende la strega più forte del trio)
- Proiezione astrale (acquisisce questo potere nelle ultime stagioni)
- Trasfigurazione (acquisisce questo potere nelle ultime stagioni)
- Localizzazione con il pendolo
- Preparazione di pozioni
- Formulazione di incantesimi (è la strega più potente in questa arte magica e colei che meglio conosce il Libro delle Ombre)
- Evocazione

## Realtà alternative
Viaggio nel futuro
Nell'episodio 2.02 "Viaggio nel futuro", Phoebe Halliwell è rinchiusa in carcere per l'omicidio del giocatore di baseball Cal Greene e viene processata dal Procuratore Distrettuale Nathaniel Pratt. L'evento accade il 26 febbraio di un 2009 in cui le streghe vengono cacciate e messe al rogo. La strega accetterà quindi la sua morte, nonostante ne sia terrorizzata, per apprendere dagli Anziani che "la magia non può essere usata a scopo personale". La Phoebe di questa realtà è più spietata e non ha problemi a ricorrere alla magia per vendicarsi.
I tre volti di Phoebe
Nell'episodio I tre volti di Phoebe della quarta stagione, Phoebe deve decidere se accettare o meno la proposta di matrimonio di Cole. Attraverso un incantesimo, richiama dal passato la Phoebe bambina e dal futuro la Phoebe anziana; la Phoebe attuale si rivolge quindi a quest'ultima, alla se stessa anziana, che ha già vissuto tutte le sue emozioni e le sue esperienze. Tuttavia l'anziana si rifiuta di rivelarle l'andamento delle cose perché non vuole cambiare il suo passato. L'attuale Phoebe deve quindi prendere da sola la sua decisione e alla fine deciderà di sposare Cole, ancora ignara che lui è la Sorgente del male. La Phoebe anziana ha però l'opportunità di rivedere Cole, al quale rivela che lei e le sue sorelle furono alla fine costrette ad eliminarlo. L'anziana ricorda però con nostalgia il periodo in cui sognava di poter vivere con Cole per il resto della sua vita. Infine, quando un demone tenta di eliminare Cole, l'anziana Phoebe si frappone fra lui e il demone, facendo da scudo e salvando la vita del suo grande amore, pur sapendo che è destinato a naufragare.
Cento volte Streghe
In questo mondo, creato da Cole divenuto un'Incarnazione, Paige non ha mai incontrato le sorelle, e Phoebe è compagna di Cole, nonostante entrambi tradiscano il proprio partner. Un Cole ormai insano ha creato questo mondo alternativo per riavere l'affetto di Phoebe.
Mondo al contrario
In questo mondo, comparso nell'episodio "Per il bene o per il male? (1ª parte)", Phoebe è parte del Trio delle malvagie streghe Halliwell.

## Vita precedente
Nell'episodio 2.14 "Il fascino del male", ambientato nel 1924, vengono mostrate le vite passate delle tre sorelle Halliwell; Phoebe (a quel tempo P. Russel) era una strega malvagia, cugina di Piper e Prue, e uccisa da queste ultime. Ella, sedotta dallo stregone Anton, tenta di rubare i poteri delle future sorelle. In questa vita, ha il potere della Pirocinesi, con cui può controllare fuoco e fiamme.

## Curiosità
- Nonostante Phoebe Halliwell fosse più piccola di sua sorella Piper Halliwell nella serie Streghe nella vita vera l'interprete di Phoebe Halliwell Alyssa Milano è più grande dell'interprete di Piper Halliwell Holly Marie Combs.